# Venus (Texas)
Venus è un centro abitato degli Stati Uniti d'America, situato nella contea di Ellis dello Stato del Texas. Parti del suo territorio sono comprese nei confini della contea di Johnson.
La popolazione era di 2.960 persone al censimento del 2010.

## Geografia fisica
Venus è situata a 32°25′46″N 97°06′25″W (32.429383, -97.107022). Secondo lo United States Census Bureau, ha un'area totale di 2,3 miglia quadrate (5.9 km²).

## Società

### Evoluzione demografica
Secondo il censimento del 2000, c'erano 910 persone, 332 nuclei familiari e 246 famiglie residenti nella città. La densità di popolazione era di 398,6 persone per miglio quadrato (154,1/km²). C'erano 344 unità abitative a una densità media di 150,7 per miglio quadrato (58,3/km²). La composizione etnica della città era formata dall'84,84% di bianchi, l'1,54% di afroamericani, lo 0,44% di nativi americani, il 5,82% di asiatici, il 4,51% di altre razze, e il 2,86% di due o più etnie. Ispanici o latinos di qualunque razza erano il 13,19% della popolazione.
C'erano 332 nuclei familiari di cui il 34,9% aveva figli di età inferiore ai 18 anni, il 61,1% erano coppie sposate conviventi, il 10,2% aveva un capofamiglia femmina senza marito, e il 25,9% erano non-famiglie. Il 23,2% di tutti i nuclei familiari erano individuali e l'11,4% aveva componenti con un'età di 65 anni o più che vivevano da soli. Il numero di componenti medio di un nucleo familiare era di 2,74 e quello di una famiglia era di 3,21.
La popolazione era composta dal 30,0% di persone sotto i 18 anni, l'8,5% di persone dai 18 ai 24 anni, il 29,9% di persone dai 25 ai 44 anni, il 21,6% di persone dai 45 ai 64 anni, e il 10,0% di persone di 65 anni o più. L'età media era di 32 anni. Per ogni 100 femmine c'erano 96,1 maschi. Per ogni 100 femmine dai 18 anni in giù, c'erano 90,1 maschi.
Il reddito medio di un nucleo familiare era di 37.917 dollari, e quello di una famiglia era di 48.906 dollari. I maschi avevano un reddito medio di 31.731 dollari contro i 24.375 dollari delle femmine. Il reddito pro capite era di 17.213 dollari. Circa il 6,7% delle famiglie e il 10,8% della popolazione erano sotto la soglia di povertà, incluso il 12,4% di persone sotto i 18 anni e il 29,6% di persone di 65 anni o più.